# 121年
| 千纪： | 1千纪                                                                                           |
| 世纪： | 1世纪 \| 2世纪 \| 3世纪                                                                         |
| 年代： | 90年代 \| 100年代 \| 110年代 \| 120年代 \| 130年代 \| 140年代 \| 150年代                        |
| 年份： | 116年 \| 117年 \| 118年 \| 119年 \| 120年 \| 121年 \| 122年 \| 123年 \| 124年 \| 125年 \| 126年 |
| 纪年： | 辛酉年（鸡年）；东汉永宁二年，建光元年                                                          |

## 大事记
- 鄧太后駕崩，漢安帝得以親政，蔡倫因曾參與誣陷漢安帝的祖母宋貴人及漢安帝之父劉慶，為了避免受辱服毒自殺。
- 燒當羌的忍良等人，不滿馬賢對麻奴兄弟的待遇，率部落侵犯湟中、金城郡。八月，馬賢率領先零羌回擊，牧馬場交戰，漢軍未能取勝。麻奴等又進攻武威。馬賢招撫引誘，迫使麻奴南返湟中。

## 各国领袖

### 非洲
- 库施
  - 国王：Tamelerdeamani（114年－134年）

### 亚洲
- 中国
  - 东汉：
    - 皇帝：汉安帝（106年－125年）
- 朝鲜
  - 百济：
    - 国王：己娄王（77年－128年）

  - 高句丽：
    - 国王：太祖王（53年－146年）

  - 新罗：
    - 国王：祗摩尼师今（112年－134年）

### 欧洲
- 高加索伊比里亚
  - 国王：法斯曼二世（116年－142年）
- 罗马帝国
  - 皇帝：哈德良（117年－138年）

### 中东
- 奥斯若恩
  - 国王（联合统治）：
    - Yalur（118年－122年）
    - Parthamaspates（118年－123年）
- 安息
  - 国王（政权对立）：
    - 沃洛吉斯三世（105年－147年）
    - 奥斯罗埃斯一世（105年－129年）

## 出生
- 馬爾庫斯·奧列里烏斯（Marcus Aurelius，121年4月26日－180年3月17日），擁有凱撒稱號（Imperator Caesar）的他是羅馬帝國五賢帝時代最後一個皇帝，有以希臘文寫成的著作《沉思錄》傳世。

## 逝世
- 蔡伦，造纸术的发明人
- 鄧綏，為東漢和帝之皇后、東漢女政治家
- 鄧騭，為東漢外戚、權臣、著名將領